# 阿莫德加塔
阿莫德加塔（Amodghata），是印度西孟加拉邦Hugli县的一个城镇。总人口6864（2001年）。

## 人口
该地2001年总人口6864人，其中男性3469人，女性3395人；0—6岁人口648人，其中男329人，女319人；识字率78.02%，其中男性为82.91%，女性为73.02%。